# Hayme Hatun
Hayme Hatun (osmanskou turečtinou: خیمہ خاتون) také Hayme Ana Hatun byla manželka Suleymana Şaha, vůdce kmene Kayı oghuzských Turků (později Osmanské říše), zároveň byla matkou Ertuğrula Gaziho, pozdějšího vůdce kmene Kayı a babičkou sultána Osmana I., prvního osmanského sultána a zakladatele osmanské dynastie a říše. Byla jí udělena a známá pod titulem Devlet Ana (státní matka) Osmanské říše. 

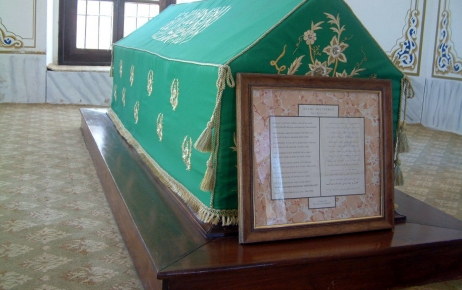
Tumba Hayme Hatun

## Jméno
Často je nazývána Haymana, Hayme Hatun, Hayme Sultan, Ayva Ana nebo Ayvana. Jméno Hayme Ana znamená v překladu taktéž Haymana nebo "Prérie", které se v podobě Prairie používá i v současné době.

## místo pohřbení
Je pohřbena ve vesnici Çarşamba, nedaleko města Domaniç v provincii Kütahya.

## Rodina
Byla národností Turkyně, její rodina měla svůj vlastní rodokmen. Společně se svým manželem Suleymanem Şahem měla 4 syny:
- Vůdce Ertuğrul Han Gazi, otec sultána Osmana I.
- Dündar Bey (1210–1298)
- Gündoğdu Bey (? - ?)
- Sungurtekin Bey (? - ?)